# Teir Maalah
Teir Maalah (tiếng Ả Rập: تير معلة, cũng đánh vần Teir Maela hoặc Ter Maala hoặc Ter Maaleh) là một thị trấn ở miền trung Syria, một phần hành chính của Tỉnh Homs, ngay phía bắc Homs. Các địa phương lân cận khác bao gồm al-Dar al-Kabirah ở phía tây nam, al-Ghantoo ở phía tây bắc, Talbiseh ở phía bắc và al-Mukhtariyah. Theo Cục Thống kê Trung ương (CBS), Teir Maalah có dân số 7.728 trong cuộc điều tra dân số năm 2004.
Người dân Teir Maalah thường xuyên tham gia các cuộc biểu tình phản đối chính phủ Syria, trong giai đoạn đầu của cuộc nổi dậy Syria bắt đầu vào tháng 3 năm 2011  Theo các nhà hoạt động và nhân chứng của phe đối lập, Quân đội Syria đã phong tỏa các con đường dẫn đến Teir Maalah, cũng như Talbiseh và al-Rastan, trước khi tấn công các thị trấn bằng xe tăng, khiến hơn 100 người bị thương.
Ter Maalah là một trong những bối cảnh trong sê-ri The Arab of the Future của Riad Sattouf.